# Алекса Бјелиш
Алекса Бјелиш (Ријека, 2. фебруар 1947) је хрватски физичар. Бивши је ректор Свеучилишта у Загребу.

## Биографија
Физику је дипломирао 1970. године на ПМФ-у у Загребу, а магистрирао 1974. на тему „Динамичке особине квази-једнодимензионалних електрон-фонон система“. Године 1978. одбранио је докторат у раду „Структурне нестабилности у једнодимензионалним водичима“.
Године 1971. постаје асистент приправник, 1974. научни асистент, а од 1980. до 1998. научни сарадник на Институту за физику Свеучилишта у Загребу. Био је носилац Одјела за теоријску физику, предсједник Научног вијећа, те вршилац дужности директора Института. Године 1988. постао је доцент, 1990. ванредни, а од 1997. редовни професор у Заводу за теоријску физику Физичког одсјека ПМФ-а.
До сада је објавио око 70 научних радова, претежно у међународним отвореним часописима. Био је позвани предавач на око петнаест међународних конференција, радионица и школа те учествовао на преко двадесет међународних скупова. Био је гостујући научник или професор на појединим универзитетима у Француској, САД, Канади, Италији, Швајцарској и Мађарској.
У периоду од 1990. до 1994. године био је продекан Природнословних одјела ПМФ-а, од 1991. до 1994. продекан ПМФ-а, од 1995. до 1997. помоћник декана ПМФ-а за међународу сарадњу, а од 2000. до 2002. декан ПМФ-а. Године 1995. постао је предсједник Одбора за међународну сарадњу Свеучилишта у Загребу, а 2002. проректор је за науку и развој. Од 2001. до 2005. био је члан Националног вијећа за високо образовање (хрв. Nacionalnog vijeća za visoku naobrazbu). Године 2003. постаје представник Републике Хрватске у Bologna Follow-up Group (BFUG). Био је члан BFUG Stocktaking Group за припрему извјештаја за министарску конференцију у Бергену 2005. године.
Од 2002. представник је Хрватске академске заједнице у Steering Committee on Higher Education and Research при Савјету Европе. Од 2004. предсједник је Комисије Ректорског збора за припрему и праћење имплементације Болоњске декларације. Члан је Европског физичког друштва и Хрватског физичког друштва.